# Ermita de la Divina Pastora (Teulada)
La ermita de la Divina Pastora es un templo religioso bajo la advocación mariana de la Virgen de la Divina Pastora en la localidad de Teulada, en la provincia de Alicante, Comunidad Valenciana, en España.
Se sitúa al lado de la iglesia parroquial de Santa Catalina, y enmarcada en una perspectiva urbana de gran belleza desde la calle de Dalt.
La advocación mariana de esta ermita tuvo hasta hace poco gran fervor popular en Teulada. Había una cofradía que se encargaba de llevar la imagen de la Santa en procesión a la casa donde había un difunto y allí se cantaban unas plegarias. Esta cofradía también se hacía cargo de celebrar una fiesta anualmente en honor de la Divina Pastora con las limosnas que habían recibido a lo largo del año.
No se tienen datos documentales que nos den a conocer la época de la construcción de la ermita, pero sí sabemos que fue renovada en el año 1861 y que en la década de los años 1870 fue colocada la campana en la espadaña.
En primer lugar hay que destacar la existencia de dos estilos: la portada, renancentista y el resto de la ermita, barroca. La portada, por su simplicidad y carencia de decoración exuberante, se aleja del primer Renacimiento, aproximándose a las características del siglo XVII; además, la existencia de rosetas en las metopas, solución utilizada también en las iglesias parroquiales de Ayora y Albaida y en la Colegiata de Játiva, todas ellas construidas en el primer tercio del siglo XVII, nos permite datarla, con las naturales reservas, en este período. El resto de la ermita entra dentro de la arquitectura del siglo XVIII, si bien con un lenguaje y materiales más pobres. La pintura interior debe ser de 1861, años en el cual se restauró la ermita.